# Insígnia de Guerra dels Destructors
La Insígnia de la Guerra dels Destructors (alemany: Zerstörerkriegsabzeichen) va ser una condecoració militar alemanya de la Segona Guerra Mundial concedida als oficials i la tripulació pel servei als destructors de la Kriegsmarine. Va ser instituït el 4 de juny de 1940 pel Großadmiral Erich Raeder després de la batalla de Narvik. També es va atorgar a les tripulacions de vaixells torpediners i d'embarcacions d'atac ràpid fins a la institució de la Insígnia de les Llanxes Ràpides.

## Disseny
La medalla, dissenyada per Paul Carsberg de Berlín, consisteix en una corona de llorer exterior de fulles de roure amb l'emblema nacional de l'àguila que agafa una esvàstica (ambdues de color daurat) al seu vèrtex. A la zona central hi ha una vista lateral d'un destructor tallant una ona (tots dos de color gris platejat i negre) .
Es portava a la part inferior de la butxaca esquerra del pit de la túnica del servei naval, sota la Creu de Ferro de 1a classe si s'atorgava. A més, es va produir una versió de tela brodada.

## Criteris d'adjudicació
Les qualificacions requerides abans del 10 d'octubre de 1940 incloïen la participació en les batalles de Narvik. Després d'aquesta data:
- Ferit en acció
- Servir en un vaixell enfonsat en acció (Z1)
- Participació en tres enfrontaments enemics o almenys en 12 sortides no enemigues
- Actuació destacada o altres fets heroics en una sola acció